# Commutatore (telecomunicazioni)
Un commutatore, nel campo delle telecomunicazioni, è un sistema dispositivo elettronico preposto alla funzione di instradamento.

## Struttura e funzioni
A livello logico è composto da un'interfaccia o porta di ingresso per ogni linea di ingresso connessa, una o più interfacce o porte di uscita, una 'struttura intelligente' ovvero un sistema di comando che esplica una funzione decisionale cioè decide la strada da far seguire al pacchetto associando la porta di ingresso con una porta di uscita (indirizzamento) ed una struttura effettiva di commutazione che esplica la funzione attuativa dell'instradamento cioè crea il circuito fisico di connessione ingresso-uscita portando fisicamente il segnale dalla porta di ingresso x alla porta di uscita y per l'attraversamento.
Un commutatore dovrà essere in grado di gestire il traffico offerto in ingresso e per questo dovrà essere opportunamente dimensionato. Esso inoltre per le funzionalità di elaborazione di cui sopra introdurrà un ritardo (delay) aggiuntivo sulla linea di uscita variabile a seconda delle capacità di elaborazione del commutatore stesso.